# Physalaemus jordanensis
Physalaemus jordanensis är en groddjursart som beskrevs av Werner C.A. Bokermann 1967. Physalaemus jordanensis ingår i släktet Physalaemus och familjen Leiuperidae. IUCN kategoriserar arten globalt som otillräckligt studerad. Inga underarter finns listade i Catalogue of Life.